# Euroleague Rising Star
Euroleague Rising Star – nagroda przyznawana co sezon przez Euroligę młodemu, perspektywicznemu zawodnikowi, tzw. "wschodzącej gwieździe". Po raz pierwszy przyznano ją po zakończeniu sezonu 2004/05. Może ją otrzymać wyłącznie zawodnik do 22 roku życia. Jej laureat jest wyłaniany w drodze głosowania przez trenerów zespołów Euroligi.
| Sezon   | Wschodząca Gwiazda | Zespół                   |
| ------- | ------------------ | ------------------------ |
| 2004/05 | Erazem Lorbek      | Climamio Bolonia         |
| 2005/06 | Andrea Bargnani    | Benetton Treviso         |
| 2006/07 | Rudy Fernández     | Joventut Badalona        |
| 2007/08 | Danilo Gallinari   | Armani Jeans Milano      |
| 2008/09 | Novica Veličković  | Partizan                 |
| 2009/10 | Ricky Rubio        | FC Barcelona             |
| 2010/11 | Nikola Mirotić     | Real Madryt              |
| 2011/12 | Nikola Mirotić     | Real Madryt              |
| 2012/13 | Kostas Papanikolau | Olympiacos               |
| 2013/14 | Bogdan Bogdanović  | Partizan                 |
| 2014/15 | Bogdan Bogdanović  | Fenerbahçe Ülker Stambuł |
| 2015/16 | Álex Abrines       | FC Barcelona Lassa       |
| 2016/17 | Luka Dončić        | Real Madryt              |